# Temporada 1998-99 de Los Angeles Clippers
La temporada 1998-99 fue la decimoquinta de los Clippers en la NBA en su localización de Los Angeles, y la vigesimoprimera en el estado de California, tras moverse desde Búfalo (Nueva York), donde disputaron ocho temporadas con la denominación de los Buffalo Braves. La temporada regular acabó con 9 victorias y 41 derrotas, ocupando el decimotercer puesto de la conferencia Oeste, no logrando clasificarse para los playoffs. Debido a un cierre patronal, la temporada regular comenzó el 5 de febrero de 1999 y se redujo de 82 partidos a 50.

## Elecciones en elDraft
| Ronda | Puesto | Jugador            | Posición  | Nacionalidad   | Universidad |
| ----- | ------ | ------------------ | --------- | -------------- | ----------- |
| 1     | 1      | Michael Olowokandi | Pívot     | Nigeria        | Pacific     |
| 1     | 22     | Brian Skinner      | Ala-Pívot | Estados Unidos | Baylor      |

## Temporada regular
| División Pacífico        | División Pacífico | División Pacífico | División Pacífico | División Pacífico | División Pacífico | División Pacífico | División Pacífico | División Pacífico |
| Equipo                   | G                 | P                 | %                 | PD                | Casa              | Fuera             | Div               |                   |
| ------------------------ | ----------------- | ----------------- | ----------------- | ----------------- | ----------------- | ----------------- | ----------------- | ----------------- |
| y-Portland Trail Blazers | 35                | 15                | .700              | –                 | 22–3              | 13–12             | 15–7              |                   |
| x-Los Angeles Lakers     | 31                | 19                | .620              | 4                 | 18–7              | 13–12             | 14–8              |                   |
| x-Sacramento Kings       | 27                | 23                | .540              | 8                 | 16–9              | 11–14             | 11–9              |                   |
| x-Phoenix Suns           | 27                | 23                | .540              | 8                 | 15–10             | 12–13             | 9–10              |                   |
| Seattle SuperSonics      | 25                | 25                | .500              | 10                | 17–8              | 8–17              | 11–10             |                   |
| Golden State Warriors    | 21                | 29                | .420              | 14                | 13–12             | 8–17              | 8–11              |                   |
| Los Angeles Clippers     | 9                 | 41                | .180              | 26                | 6–19              | 3–22              | 3–16              |                   |

## Estadísticas

### Temporada regular
| Jugador            | PJ | PT | MPP  | %TC  | %3P  | %TL   | RPP | APP | ROB | TPP | PPP  |
| ------------------ | -- | -- | ---- | ---- | ---- | ----- | --- | --- | --- | --- | ---- |
| Maurice Taylor     | 46 | 45 | 32.7 | 46.1 | 16.7 | 72.8  | 5.3 | 1.5 | 0.3 | 0.6 | 16.8 |
| Lamond Murray      | 50 | 13 | 26.3 | 39.1 | 33.0 | 80.3  | 3.9 | 1.2 | 1.2 | 0.4 | 12.2 |
| Eric Piatkowski    | 49 | 38 | 25.3 | 43.2 | 39.4 | 86.3  | 2.9 | 1.1 | 0.9 | 0.1 | 10.5 |
| Tyrone Nesby       | 50 | 36 | 25.8 | 44.9 | 36.5 | 78.2  | 3.5 | 1.6 | 1.5 | 0.4 | 10.1 |
| Michael Olowokandi | 45 | 36 | 28.4 | 43.1 | 0.0  | 48.3  | 7.9 | 0.6 | 0.6 | 1.2 | 8.9  |
| Sherman Douglas    | 30 | 19 | 28.1 | 43.8 | 0.0  | 63.2  | 1.9 | 4.1 | 0.9 | 0.1 | 8.2  |
| Darrick Martin     | 37 | 25 | 25.4 | 36.7 | 29.2 | 80.3  | 1.3 | 3.9 | 1.2 | 0.1 | 8.0  |
| James Robinson     | 14 | 0  | 20.0 | 39.8 | 26.7 | 74.1  | 1.9 | 1.3 | 1.0 | 0.2 | 7.6  |
| Rodney Rogers      | 47 | 7  | 20.6 | 44.1 | 28.6 | 67.3  | 3.8 | 1.6 | 1.0 | 0.5 | 7.4  |
| Troy Hudson        | 25 | 6  | 21.0 | 40.0 | 31.9 | 89.5  | 2.2 | 3.7 | 0.4 | 0.1 | 6.8  |
| Lorenzen Wright    | 48 | 15 | 23.6 | 45.8 | 0.0  | 69.2  | 7.5 | 0.7 | 0.5 | 0.8 | 6.6  |
| Brian Skinner      | 21 | 0  | 12.3 | 46.5 | 0.0  | 60.6  | 2.5 | 0.0 | 0.5 | 0.6 | 4.1  |
| Charles Smith      | 23 | 10 | 13.8 | 36.1 | 21.2 | 43.8  | 1.0 | 0.6 | 0.7 | 0.6 | 3.7  |
| Pooh Richardson    | 11 | 0  | 11.8 | 33.3 | 0.0  | 100.0 | 1.2 | 2.7 | 0.4 | 0.0 | 2.5  |
| Keith Closs        | 15 | 0  | 5.8  | 52.2 | 0.0  | 80.0  | 1.7 | 0.0 | 0.2 | 0.6 | 2.1  |
| Stojko Vrankovic   | 2  | 0  | 6.0  | 25.0 | 0.0  | 0.0   | 3.0 | 0.0 | 0.0 | 0.0 | 1.0  |

## Galardones y récords
| Jugador            | Galardón                                |
| Michael Olowokandi | 2.º Mejor quinteto de rookies de la NBA |